# 橋本満明
橋本 満明（はしもと みつあき、1959年7月6日 - ）は、日本のCGアニメーター。山口県出身。

## 経歴
幼少時から合成が好きであり、当時は『ウルトラマン』と『帰ってきたウルトラマン』を見て、前者（科学特捜隊のスーパーガン）が光線銃だったのに対して後者（MATのマットガン）が火薬になっていたことに、「合成が減った」と憤っていたという。
1981年には阿佐ヶ谷美術専門学校を卒業し、フリーランスのアニメーターとして活躍しながら同校の映像研究室の助手を1984年から1986年まで務め、後輩の寺田克也と山崎貴に面倒見の良さで慕われる。その後、コマーシャルなどの放電アニメの制作を経て、仲間と一緒に1988年の『未来忍者 慶雲機忍外伝』の立ち上げに関わる。
デン・フィルム・エフェクト（1984年5月 - 7月）やオフィス・カスタネット（1999年 - 2001年）に所属していた時期もあり、その後はライトハウスに所属している。

## 作成作品一覧

### 映画
- ガンヘッド（1989年） - エフェクトアニメーション
- ゴジラシリーズ
  - ゴジラvsビオランテ（1989年） - エフェクトアニメーション
  - ゴジラvsキングギドラ（1991年） - エフェクトアニメーション
  - ゴジラvsモスラ（1992年） - エフェクトアニメーション
  - ゴジラvsメカゴジラ（1993年） - エフェクトアニメーション
  - GODZILLA（1998年） - ポスターイラスト
  - ゴジラ FINAL WARS（2004年） - プロダクション・スーパーパイザー
- 仮面ライダーシリーズ - アニメーション エフェクト
  - 仮面ライダーZO（1993年）
  - 仮面ライダーJ（1994年）
- ヤマトタケル（1994年） - エフェクトアニメーション
- ガメラシリーズ - ポスターイラスト
  - ガメラ 大怪獣空中決戦（1995年）
  - ガメラ2 レギオン襲来（1996年）
- モスラ（1996年） - ポスターイラスト
- 御法度（1999年） - 視覚効果
- 犬神家の一族（2006年） - 視覚効果

### みんなのうた
- ◆は5分間1曲枠の楽曲。
- 1.空のコーラス / メニーナス・ド・ブラジル（1998年4月・5月放送）◆
- 2.世界はメロディー / 室井滋（1999年10月・11月放送）